# Agalliota punctata
Agalliota punctata är en insektsart som beskrevs av Paul W. Oman 1934. Agalliota punctata ingår i släktet Agalliota och familjen dvärgstritar. Inga underarter finns listade i Catalogue of Life.